# Întâlnire cu fata președintelui
Întâlnire cu fata președintelui (titlu original: My Date with the President's Daughter) este un film american de comedie de dragoste realizat pentru televiziune din 1998 regizat de Alex Zamm. Este produs de Walt Disney Television și a avut premiera ca parte a renașterii ABC a grupului de programe The Wonderful World of Disney. A fost filmat în diferite locuri din Toronto, Ontario, Canada. În rolurile principale au interpretat Dabney Coleman, Will Friedle și Elisabeth Harnois. A avut premiera pe rețeaua American Broadcasting Company la 19 aprilie 1998.

## Distribuție
- Dabney Coleman - President George Richmond
- Will Friedle - Duncan Fletcher
- Elisabeth Harnois - Hallie Richmond
- Mimi Kuzyk - First Lady Carol Richmond
- Wanda Cannon - Rita Fletcher
- Jay Thomas - Charles Fletcher
- Oliver Becker - Cell Guard
- David Blacker - Redneck #1
- Marium Carvell - Duncan's Teacher
- Paulo Costanzo - Arthur
- Howard Jerome - Larry
- Neil Crone - Agent Kelly
- Nicole de Boer - Bonnie
- Diane Douglass - Phillis
- Joel Gordon - Curtis
- Chantal Leblanc-Everett - Tracy Fletcher
- Dan Lett - Agent McKible
- Jim Millington - Herb Witherspoon
- Frank Moore - Dan Thornhill
- Dave Nichols - Agent Schneider
- Grant Nickalls - Steve Ellinger
- Karl Pruner - Paul Klondike
- Ron Reagan - Guard
- Adam Reid - Reid Bosshardt
- Garry Robbins - Biker #1
- Alison Sealy-Smith - Protester Woman
- Sandi Stahlbrand - Reporter
- Rob Stefaniuk - Otto
- Scott Wickware - Duncan's Mother's Friend
- Gordon Michael Woolvett - Clyde
- Matt Birman - Secret Service Agent
- Patrick Gallagher - Secret Service Agent
- Polly Shannon - Cashier